# Demon Kiss
Demon Kiss è il quarto album in studio del gruppo musicale tedesco Blutengel, pubblicato nel 2004 dalla Out of Line.

## Tracce
1. Angels of the Dark – 4:59
2. Forever – 4:43
3. Silent Tears (for You) – 4:47
4. In the Distance – 5:05
5. Solitary Angel – 5:09
6. Love Killer – 5:48
7. Senseless Life – 5:19
8. Navigator – 5:22
9. Stay – 5:14 – Shakespears Sister cover
10. Ice Angel – 6:04
11. Go to Hell? – 4:48
12. Resurrection – 5:51
13. Frozen Heart – 3:44
14. In My Dreams – 3:39
15. Verzweiflung – 6:14